# گیگ لیستوک
گیگ لیستوک (به لاتین: Giglistock) یک کوه در سوئیس است که در کانتون برن واقع شده‌است. گیگ لیستوک ۲٬۹۰۰ متر بالاتر از سطح دریا واقع شده‌است.